# La Terreur du Texas (film, 1926)
Pour plus de détails, voir Fiche technique et Distribution.
La Terreur du Texas (titre original : The Texas Streak) est un film muet américain réalisé par Lynn Reynolds, sorti en 1926.

## Fiche technique
- Titre : La Terreur du Texas
- Titre original : The Texas Streak
- Réalisation : Lynn Reynolds
- Scénario : Lynn Reynolds
- Intertitres : Gardner Bradford
- Photographie : Edward Newman
- Montage : Gilmore Walker
- Producteur : Carl Laemmle
- Société de production :  Universal Film Manufacturing Company
- Société de distribution :  Universal Film Manufacturing Company
- Pays de production :  États-Unis
- Langue : film muet avec les intertitres en anglais
- Métrage : 1 907,75 m (7 bobines)
- Format : Noir et blanc — 35 mm — 1,33:1 — Muet
- Genre : Comédie dramatique, Western
- Durée : 70 minutes (1 h 10)
- Dates de sortie : 
  - États-Unis : 26 septembre 1926
  - Royaume-Uni : 15 novembre 1926

## Distribution
- Hoot Gibson : Chad Pennington
- Blanche Mehaffey : Molly Hollis
- Alan Roscoe : Jefferson Powell
- James A. Marcus : Colonel Hollis
- Jack Curtis : Jiggs
- Slim Summerville : Swede
- Les Bates : Casey
- Jack Murphy : Jimmie Hollis
- William H. Turner : l'arpenteur Logan
- Willie Fung : le chinois (non crédité)
- Buck Moulton : l'homme dans la voiture (non crédité)